# Eremias andersoni
Espèce
Statut de conservation UICN

 LC  : Préoccupation mineure
Eremias andersoni est une espèce de sauriens de la famille des Lacertidae.

## Répartition
Cette espèce est endémique du Dasht-e Kavir en Iran.

## Étymologie
Cette espèce est nommée en l'honneur de Steven Clement Anderson.

## Publication originale
- Darevsky & Szczerbak, 1978 : Eremias andersoni, a new lizard (Reptilia, Lacertilia, Lacertidae) from Iran. Journal of Herpetology, vol. 12, n. 1, p. 13-15 (texte intégral).